# 2019冠狀病毒病馬來西亞疫情時間軸
2019冠狀病毒病马来西亚疫情時間軸，以時間軸形式介紹新型冠狀病毒感染症 (COVID-19) 在马来西亚的疫情。
2019冠狀病毒病马来西亚疫情可大致分为3波。

## 2020年

### 2020年1月
- 1月27日，砂拉越州民都魯省發現一宗疑似新冠肺炎病例。一名来自湖北省的25岁女子在哥倫比亞醫院就医時有發燒征兆，并曾到訪過中國武漢。她目前在民都魯基都隆一家中國企業就職約2年，1月11日前往武汉公干，且在16日从武汉从沙巴亚庇转机，再入境民都鲁。她在抵达民都鲁后，便与平常一样上班。26日时她开始出现发烧征兆，就医后醫院怀疑女子感染新冠肺炎而将女子转至民都鲁政府医院，并进行隔离和14天的观察期。该女子的血液样本已送往吉隆坡进行审核，并证实是阴性。[1]同日，一名刚刚从海南海口返国的马来族新生代女歌手依卡慕斯达法疑因染上新冠肺炎，而被隔离在双溪毛糯医院接受治疗。她在机上有遇到一名生病咳嗽流鼻涕的60余岁的武汉男子，隔天醒来后发现自己已经失声、喉咙痛、发烧高度并出现呕吐的症状，而自主前往诊所，并转入双溪毛糯医院隔离。经过检验后，她被证实没有患上新冠肺炎。[2]

- 1月29日，砂拉越州政府表示8宗疑似病例中，共有6宗确定为阴性。这些疑似病例分别来自古晋5宗、诗巫1宗、民都鲁1宗及美里省1宗，4名为马来西亚人，3名中国人及1名泰国人。另外古晋及美里各1宗报告未出炉。[3]

### 2020年2月
- 2月11日，根据中国驻马大使馆发言人声明，已痊愈出院的40岁和63岁中国男子（金某）并没提出返国要求，并将继续逗留在大马，而背后原因无从知晓[4]。

- 2月18日，卫生部证实钻石公主号乘客中有4名马来西亚人，其中2名确诊感染新型冠状病毒，目前在日本接受治疗。 [5][6]另一名对检测呈阴性反应的61岁女乘客，在14天隔离届满后，已获准返回马来西亚。[7]

### 2020年3月
- 3月10日，槟城摩托罗拉解决方案公司（Motorola Solution）一名工程师因曾与新冠肺炎患者接触，后来确诊患上新冠肺炎，为槟城首宗新冠肺炎病例。该公司其他员工后来在家工作，自行隔离14天。[8]

- 3月10日，霹雳州卫生局证实怡保万锐（英语：Manjoi）政府诊所出现疑似病例，该病患目前在苏丹后拜润医院进行进一步治疗。该病患曾于2月27日至3月8日前往日本，回国后没有出现呼吸道感染症状，但出现发烧症状。万锐诊所后来已进行消毒工作，曾与病患近距离接触的医护人员进行自我隔离。[9]

- 3月19日，卫生总监诺希山分别于下午和晚上二次敦促人民留在家，并说马来西亚阻断冠病迅速传播率的与意大利相比下机会很小；如果错过了第三波感染将会像意大利般一发不可收拾。政府也极有可能再度延长14天的“限制活动令”[10]。同日，前首相马哈迪·莫哈末与一名确诊新冠肺炎国会议员俞利文有密切接触，因此他自我隔离14天[11][12]。

#### 第26名确诊病例相关
- 3月1日，卫生部宣布UDA国库控股公司一名董事证实患上新冠肺炎，成为第26名确诊病例患者[13]。隔日，国库控股公司宣布关闭吉隆坡的总部，以进行消毒和清洁工作。马来西亚自2月24日发生的政权动荡期间，该名董事从27日起多次受召出入王宫，会见多名政府的国会议员。两名前任部长确认曾在迎送会上和患者接触，第二天已自主隔离，王宫官员也在第二天进行检测，民间也讨论，新任首相慕尤丁是否也要以身作则隔离。该病患自认第二波新型冠状病毒与他有关，但否认自己是第二波的源头，因为他1月17日从上海回国，且当时上海还未出现任何新冠肺炎确诊病例，也不可能直到2月27日才出现症状。[14]

#### 吉隆坡大城堡清真寺大集会相关
- 3月9日，文莱政府宣布该国出现首宗确诊病例，该患者曾在2月27日至3月1日到吉隆坡大城堡清真寺出席一场伊斯兰传教士（Tabligh）大集会，各州卫生局正在追踪该集会的出席者。[15]后来各个州属出现多位曾参与该活动的确诊人士，新加坡、文莱、柬埔寨[16]和越南[17]等也出现相关病例。[18]3月27日，泰国陶公府素艾哥洛出现与该活动有关的死亡病例。[19]

该集会据说共有1万6000名参与者，其中有1万4500名为马来西亚公民，其余的是来自文莱、新加坡、印尼、泰国等外国公民。此外，此集会据说有约2000名非法移民的罗兴亚人难民参与，但由于他们是非法移民因此大部分不愿意接受新冠肺炎检测，政府正追踪这些出席者。

### 2020年4月

#### 新感染群的出现
- 4月5日，卫生部在调查过程中发现新感染群。第1580确诊病患曾到意大利旅行，回国后家人也被感染，后来也传染给其他人。该感染群截至4月5日共37人确诊，5人死亡。[22]

- 4月6日，卫生部表示已出现2个新感染群。第一个是砂拉越州古晋某基督教堂曾进行为期3天的宗教集会，截至4月6日导致83人确诊，两人死亡。另一个感染群是雪兰莪州万宜新镇的一场大型婚宴，截至4月6日导致88人确诊。[23]

- 4月8日，随着森美兰州林茂县的确诊病例增加，卫生部在林茂（英语：Rembau (town)）发现与传教士集会有关的次感染群（subcluster），并扩散至林茂县内的几个地区。据说源头是一名大城堡宣教集会的参与者（第448确诊病患），曾出席学校的一场会议，后来多名教师和学生被感染，也把疫情传染给家人和村民，导致第三代感染。截至4月8日共有27人确诊，其中2人在加护病房治疗。[24]

- 4月12日，卫生部再鉴定大城堡清真寺宣教集会的4个次感染群。这4个次感染群分别是：[25]（以下资料截至4月12日）
- 彭亨州而连突宗教学校，共62人确诊，被送往关丹东姑安布安阿夫扎医院（英语：Tengku Ampuan Afzan Hospital）接受治疗，其中20宗已痊愈出院。
- 槟城本南地宗教学校，共6人确诊，有2宗在吉打州亞羅士打蘇丹后峇希雅醫院接受治疗，其中4宗已痊愈出院。
- 雪兰莪州乌鲁冷岳县双溪瑞宗教学校，共90人确诊，被送往双溪毛糯医院及双溪毛糯麻疯病控制中心[註 1]接受治疗，其中67宗已痊愈出院。
- 马六甲野新县宗教学校，共37人确诊，被送往马六甲中央医院（英语：Melaka General Hospital）接受治疗，其中1宗已痊愈出院。

- 4月13日，卫生部鉴定一个在彭亨州关丹的新感染群，而这感染群过后，再出现2个次感染群。其中一个感染群是有关#4686确诊病患，曾到印尼巴厘岛，后来传染给#1575病患（第57宗死亡病例）。该感染群更出现第三代感染。截至4月13日，有14人在关丹东姑安潘雅富珊医院接受治疗，其中2人已痊愈出院，3人在加护病房治疗，以及1人死亡。[26]

- 4月14日，卫生部证实森美兰州芙蓉县申达央出现新感染群，导致39人确诊，分别是13名宗教学校学生、一家11口人及15名董事局成员。[27]

- 4月19日，卫生部在吉隆坡国际机场入境处发现新感染群。此感染群涉及43名于4月16日从印尼东爪哇省马吉丹县（英语：Magetan Regency）登波罗回国的学生。[28]

截至4月14日，马来西亚共有28个感染群，其中大城堡宣教集会感染是最大的感染群，占整体确诊病例的40%。一些较小的感染群卫生部没有对外公布。

#### 吉隆坡批发公市感染群
- 4月2日，位于士拉央的吉隆坡批发公市（Pasar Borong Kuala Lumpur）出现确诊病例，隔天暂时关闭消毒。[29]

后来陆续出现更多确诊病例，4月19日，该公市及附近的士拉央旧批发公市（Pasar Harian Selayang）暂时关闭至4月24日。附近的斯里慕尼花园（Taman Sri Murni）、士拉央北区（Pusat Bandar Utara）、士拉央峇鲁（Selayang Baru）等也实施加强行动管制令。
此外，一些巴刹有商贩因曾到吉隆坡批发公市而确诊，4月29日有4个巴刹暂时关闭消毒，分别是雪兰莪州八打灵再也美嘉花园巴刹（Pasar Taman Megah）、八打灵再也旧区巴刹（Pasar Besar Jalan Othman）、吉隆坡秋杰巴刹（Pasar Jalan Raja Bot）和森美兰州马口巴刹。

### 2020年5月
- 5月2日，森美兰州林茂县不叻士（英语：Pedas）一所工厂出现新感染群，确诊患者大部分为外劳。其感染源仍在调查中。[33]

- 5月6日，雪兰莪州莎亚南实达阿南的一个建筑工地出现新感染群，涉及非马来西亚公民。其感染源仍在调查中。[34]

- 5月21日，吉隆坡武吉加里尔扣留营出现新感染群，确诊病患都是非法外劳。[35]截至5月22日共有60宗确诊病例。[36]后来在雪兰莪州士毛月和雪邦的扣留营出现新感染群，5月25日和26日突然爆增的百余宗新增确诊病例中大部分来自这3个扣留营。[37][38]所有确诊的非法外劳皆被送往沙登农业博览馆（英语：Malaysia Agro Exposition Park Serdang）（MAEPS）的方舱医院接受治疗，而检验成阴性者则被遣返回国。[39]

- 5月开始，新增的确诊病例当中大部分是外籍人士。[40]

### 2020年6月
- 6月4日，新增277宗确诊病例，是新冠疫情发生以来单日新增确诊病例最多的一天，其中270宗原自武吉加里尔扣留营。这些外籍人士早已接受隔离，第二轮检测时才发现确诊。卫生总监诺希山指出，虽然病例创单日新高，但这是因为县卫生局出色表现的结果。

- 6月16日，单日出院人数创新高，达到了333人，使得总出院人数为7733人，占当时总病例的90.90%。在扣除死亡病例后，活跃病例仅剩651人。[42]

### 2020年7月
- 7月8日，卫生部宣布大城堡清真寺宣教集会感染群结束。此疫情共3,375人确诊，其中有2,550位公民及825位来自28个国家的非公民，延申出17个次感染群，有34人不幸离世。最后一位患者（#8367，菲律宾籍，就读雪兰莪州乌鲁冷岳县双溪镭宗教学校）于6月11日确诊。最后一位康复出院病例是#799号病患，83岁，来自柔佛州峇株巴辖，曾出席雪兰莪州万宜新镇一场婚宴，3月16日确诊，7月6日康复出院。[43][44]

- 7月9日，一名72岁砂拉越老翁确诊感染病毒送往医院治疗后，于7月11日逝世，也是砂拉越自4月30日以来，再有患者离世[45]。

- 7月20日，柔佛州居銮老人院出现感染群，截至当天共14人确诊。其中一人早于7月17日在医院内确诊病逝，感染原因仍在调查。[46]

### 2020年8月
- 7月28日，吉打州出现新感染群——锡沃根加感染群（PUI Sivagangga），其零号病人（#8937）是永久居民，于7月13日从印度泰米尔纳德邦锡沃根加返回马来西亚时，进行新冠肺炎检测时呈阴性，他被指示在家中自我隔离。惟在居家隔离期间，他不遵守条规，却到所经营的扁坦饭（Nasi Kandar）店巡视业务而被执法人员采取行动，结果在进行第2次新冠肺炎检测时，检测结果竟呈阳性。随后其家人、餐馆员工和一些顾客被其感染。[47][48]随着病例逐渐增多，8月3日吉打州政府宣布州内4个地区落实针对性强化行动管制令（TEMCO）直到8月30日，分别为古邦巴素县府士峇的那坡沙烈扁担饭餐馆的1公里直径范围、亚区的Kampung Pida Satu、宾惹的Kampung Bendang Dalam以及巴东得腊县巴东沙乃的甘榜乌鲁，当地5所学校被迫关闭，清真寺和祈祷室也关闭，主要道路也设路障以限制民众出入这些区域。[49]

- 8月7日，玻璃市双弄（英语：Sanglang）出现一家11口确诊，与锡沃根加感染群相关。#8976确诊病患于8月4日确诊，后来传然给其同住的家人。[50]此外在同日槟城双溪峇甲出现一确诊病例，该病患曾到吉打州那坡，也就是该感染群爆发的地点。这也是槟城100天以来再次出现确诊病例。[51]

- 8月8日，玻璃市州政府宣布在双弄（英语：Sanglang）的甘榜瓜拉双弄（英语：Kuala Sanglang）和甘榜达纳丁布落实针对性强化行动管制令直到9月4日。[52]

- 8月9日，居銮安老院院长的印尼籍太太被控违反隔离指令，造成17人感染新冠肺炎，1人死亡，被判坐牢5天和罚款4000令吉。被告于7月2日从印尼龙目省返回马来西亚，隔离期间不遵守条规，擅自离开房间，给安老院住户带来风险。[53]

- 8月13日，引发锡沃根加感染群的扁担饭店业者在亚罗士打旧医院被控4项违反隔离指令控状，被告俯首认罪，被判监禁5个月及罚款1万2000令吉。根据控状，被告分别于7月14日下午3时、3时35分、3时58分及4时离开被隔离范围，分别出现在大众银行日得拉分行、古邦巴素县税收局、农业银行日得拉分行、人民银行（英语：Bank Rakyat）日得拉分行，违反1988年传染病预防及控制法令第15（1）条文下的隔离观察指令，抵触相同法令第22（b）条文，也可以在相同法令第24（a）条文下被罚款。截至当天该感染群共45人确诊，遍布吉打州古邦巴素县、巴东得腊县、居林县、玻璃市加央、槟城州威南县、威中县。[54][55]

- 8月13日，吉打州出现打活感染群（Kluster Tawar）。该感染群首名病患（#9113）是53岁的印裔男子，曾在8月8日至11日在双溪大年班台医院住院3天，但在出院后才接到确诊报告。[56]该感染群的源头是来自7月31日至8月1日在大山脚阿尔玛的一项追思活动，8月13日当天共确诊的10宗病例当中皆是亲属关系。[57]该感染群于8月14日出现第二代感染[58]，8月17日出现第三代感染，感染者除了出席追思会的印裔家庭外还包括医院内的病患、职员、职员家属、确诊者雇主、学校师生等，确诊者遍布吉打州华玲县、瓜拉姆达县、居林县、锡县、槟城州西南县、东北县。[59]

- 8月14日，吉打州铅县新增“沙拉感染群”（Kluster Sala） 截至15日共有4人证实确诊。零号病人（第9148病例）是一名大马男子，在8月13日，于吉打州的苏丹娜峇希雅医院证实患上急性呼吸道感染，3名患者皆是首名患者的家人[60]。
- 8月21日，前首相马哈迪·莫哈末的孙女、前吉打州州务大臣慕克里·马哈迪的长女米拉·艾丽雅娜·慕克里与丈夫在酒吧消遣，因抵触复原行动管制令而遭警方逮捕。其父亲慕克里事后也证实了此事，并感谢吉隆坡警方采取严厉和公平的行动[61]。
- 8月28日，打活感染群的其中一个疫区双溪大年阿曼再也（Amanjaya）的三个区域落实针对性强化行动管制。[62]在当地落实针对性强化行动管制的主要关键是当地的Ambangan Heights国小出现校园感染，截至当天共有7名学生确诊。[63]

- 8月30日，卫生部宣布鉴定2个新感染群，分别是雪兰莪巴生港口一艘船发现的MV GLEN感染群和吉打苏丹娜峇希雅医院出现的特拉加感染群（Telaga）。MV GLEN感染群的零号病例（第9286号病例）是一名外籍船员，属于境外输入病例，他在8月25日确诊，并送入双溪毛糯医院治疗[64]。特拉加感染群的零号病例是第9284号病患的密切接触者，在8月24日确诊[65]。

### 2020年9月
- 9月1日，沙巴州拿笃出现感染群，源头是两名于8月24日被警方扣留的非法外劳，于8月31日确诊并送院治疗。9月7日该感染群突然新增50宗确诊病例，累计确诊共66宗，根据分析爆发原因是牢房太过狭窄和拥挤，人身距离也难在牢房落实，导致囚犯广泛被传染。[66]

- 9月8日，新增100宗确诊病例，是自6月以来确诊病例重回三位数。当中85宗是本土感染，15宗是境外输入。其中62宗来自沙巴州拿笃感染群，23宗来自吉打州双溪感染群。[67]

- 吉打州的双溪感染群于9月7日被鉴定，确诊患者主要是吉打医药中心（KMC）的职员及其家属。[68] 截至9月9日，吉打双溪感染群与特拉加感染群共至少造成29名医护人员及家属确诊。卫生部怀疑可能出现D614G变种病毒[69]。吉打首府亚罗士打因接连受到特拉加感染群与双溪感染群夹击，吉打州务大臣沙努西宣布从9月11日至26日哥打士打县28个区实施强化管制令，并关闭马泰边境的黑木山关卡，禁示民众跨州行动[70]。

- 9月15日，沙巴古纳县新增岛屿感染群”（Kluster Pulau），共有9人证实确诊。零号病患是第9940病例，是一名68岁的大马女性，8名患者皆是首名患者的家人[71]。

- 9月16日，大马新增62宗冠病确诊病例，累计确诊突破一万关口，达10031宗。同日也有26名患者康复出院，累计康复病例达9235宗[72]。

- 9月20日，槟城新增亚拉感染群（Kluster Ara），累计2宗确诊病例。零号病人为第10024号病例的44岁大马男子，该患者是大马半岛飞往沙巴山打根国际机场接受筛查时被检测出感染，其7岁侄女也证实感染[73]。

- 由于在沙巴州选举期间，东海岸拿笃、斗湖一带爆发新冠肺炎疫情，导致了本州的新冠肺炎疫情一度亮起红灯，确诊病例更成为大马之冠，并且还有持续恶化下去的迹象。政府在听从卫生部建议下，于9月28日决定在沙巴州的拿笃、斗湖、古纳和仙本那4个地区从午夜12点起至10月12日，实施行政式目标性行动限制令（TEMCO）[74][75]。

- 9月30日，全国新增2宗死亡案例，同时吉打也新增围墙感染群（Kluster Tombok）。吉打零号病例为亚罗士打监狱局一名46岁本地男子（第11207号病例）。该名患者在9月28日发现确诊后，有两名密切接触者确诊。零号病例同日因病逝世，成为第135号死亡病例[76]。另一宗第136号死亡病例是沙巴一名70岁老翁（第11207号病例），生前患有末期癌症，9月26日去世后，被送往斗湖医院法医部，9月29日的化验结果为阳性[77]。

- 9月30日，马六甲则出现全国首宗误诊事故。马六甲州巫统阿依礼茂州议员拿督阿米鲁丁尤索夫在沙巴助选后返回马六甲时，被亚罗牙也县卫生局误诊检测结果呈阴性，之后被指示到该局剪开粉红色隔离手环。但隔日被证实本身确诊新冠肺炎，亚罗牙也县卫生局对此承认犯下失误[78]。马六甲政府大厦也紧急展开消毒行动[79]。

### 2020年10月
- 10月1日，大马全国新增260宗确诊病例。其中，只有1宗是境外输入病例，其余259宗都是本土感染病例。新增确诊病例最多的州属是沙巴，共有118宗新增确诊病例，其次是新增98宗的吉打。同时，有47宗康复出院的病例，累计10014宗，冲破1万宗康复出院病例，占总病例的87.2%[80]。同日，政府宣布10月3日凌晨12时01分开始，在沙巴实施州内跨县禁令，直到10月16日[81]。

- 由于确诊病例依然持续增加，大马政府基于沙巴新冠肺炎疫情恶化，宣布从10月7日午夜12时01分起，落实有条件行动管制令（PKPB），直到10月16日[82]。隔日，大马政府再次宣布从12日至25日，限制从沙巴出境，以及从半岛、砂拉越和纳闽入境沙巴州[83]。

- 10月3日，环境与水务部副部长拿督阿末马斯里查确诊感染新冠肺炎，成为国民联盟政府首位中标的阁员[84]。

- 10月5日，首相署宗教事务部长斯里•祖基菲里宣布感染新冠肺炎[85]，使整个政府内阁成员必须隔离[86][87]。

- 10月6日，单日新增病例创下最高纪录691宗，另有4名病患死亡，其中有年仅1岁的女婴。共有688宗是本土感染，单是吉打围墙感染群就占394宗病例（57%）[88]。同日，政府宣布10月12日至25日封锁沙巴州，禁止大马半岛、砂拉越及纳闽往来沙巴[89]。

- 10月7日，由于沙巴州山打根、吧巴、斗亚兰及雪兰莪州巴生区病例超过40宗陷入红色疫区，政府宣布从10月9日起列入有条件行动管制区[90]。

- 10月9日，沙巴州新任首席部长哈芝芝确诊感染新冠病毒，他因为接触感染病毒的特别助理诺再因达威，而自行隔离及接受检测，但检测结果呈阳性[91]。同日，沙巴斗湖、古纳、仙本那、拿笃有条件行管令延长两周至10月26日，斗湖监狱及依善园（Taman Ehsan）宿舍的加强行管令延长两周，至10月25日。吉打州波各先那监狱则实施加强行管令，至10月24日[92]。

- 10月12日，新冠疫情持续扩散，政府宣布13日起在沙巴，以及14日起在雪兰莪、吉隆坡及布城全面实施为期两周的有条件行动管制令[93]。从10月1日至16日，全国共有7534人确诊，累计40名病患死亡[94]。
- 10月16日，前首相马哈迪·莫哈末接受《马来前锋报》专访时促请政府，让卫生总监诺希山全权处理新冠肺炎抗疫工作，不要干扰：“我认为，如果给时间诺希山，他可以减少确诊病例，但不能直接消灭。但是，他（诺希山）必须得到100%的自主权，不要干扰他。”[95][96]。

- 10月24日，单日新增病例首次激增至四位数1228宗，单是沙巴州就占889宗（72.4%），同时每日死亡病例也增加了7宗[97]。同日，政府宣布沙巴州有条件管制令延长两周至11月9日[98]。

- 10月26日，单日新增病例再创新高1240宗，沙巴确诊病例新增927宗及新增3个感染群，同时沙巴再有7名患者病故[99]。政府同日宣布延长雪兰莪、吉隆坡与布城的有条件行管令两周至11月9日，同时也在森美兰汝来颁布有条件行管令，直至11月10日[100]。

- 10月27日，随着疫情扩散，大马皇家警察部队有至少200人确诊感染而在医院治疗，另外超过1万名警员接受隔离[101]。

### 2020年11月
- 11月6日，单日新增病例创新高1755宗，其中实施有条件行管令的沙巴、雪兰莪、吉隆坡、纳闽、布城等地方确诊病例持续飙升，添1449宗或82.6%[102]。

- 11月7日，疫情持续扩散，政府在吉打、槟城、霹雳、森美兰、马六甲、柔佛及登嘉楼州实施有条件行管令长达28天，从11月9日至12月6日。同时，沙巴、雪兰莪、吉隆坡及布城有条件行管令在11月9日届满后一并延长至12月6日。半岛仅剩玻璃市、彭亨、吉兰丹疫情受控制，处于复苏式行管令，但也禁止跨州行动。在砂拉越，只有古晋县从11月9日起实施有条件行管令，州内其他地区人民禁止进出古晋[103]。另外，单日新增病例连续5天维持四位数1168宗，出院人数创新高1026名患者出院[104]。

- 11月16日，顶级手套位于雪兰莪州巴生的工厂员工群爆发新冠病毒疫情，政府宣布当地男女员工宿舍列为加强行管区，从11月17日至11月30日，涉及1万3190名职员，还有1200名居民[105]。在11月23日，政府宣布分阶段关闭顶级手套位于巴生的28间厂房，全面筛查员工，员工累积确诊病例高达2684宗[106]。

顶级手套工厂爆发疫情事件
- 11月24日，确诊病例突破两千大关，单日新增病例高达2188宗，同时单日出院人数也创新高，1673人出院[107]。另外，卫生总监诺希山宣布，有1万2079宗病例是属于职场感染群，包括4398名大马人及7681名外籍人士[108]。

### 2020年12月
- 12月4日，雪隆地区确诊病例持续增多，新增1141宗病例，雪隆地区占578宗（50.7%），同时累积病例突破7万关卡，共7万零236宗[109]。

- 12月5日，随着部分州属疫情改善，政府宣布从12月7日起解除槟城、霹雳、吉兰丹、森美兰、布城及纳闽有条件行管令条限令，不过当地的红色疫区或县条管令继续延长至20日。至于疫情严重的雪兰莪、吉隆坡及沙巴的条管令延长至20日，州内的绿区则解封恢复复管令[110]。

- 12月9日，政府重启沙登农业博览馆（MAEPS）方舱医院及准备1万张病床，以应付大规模外劳检测计划可能出现确诊病例飙升的情况[111]。

- 12月10日，相隔两周确诊病例再创新高，新增2234宗病例，雪兰莪占1428宗居全国之冠，大部分新增病例与工作地点的感染群有关，尤其是Seruling感染群添842宗及车站感染群添315宗[112]。

- 12月23日，新增确诊病例回降至逾千宗水平，报1348宗，其中雪兰莪连续第8天录得最多病例，占535宗或39.7%，累计确诊病例逼近10万大关[113]。

- 12月24日，全国累计病例达10万零318宗，突破10万大关，新增1581宗确诊病例，另新增2宗死亡病例，累计死亡病例达446宗。[114]。

- 12月25日，诺希山指出，第三波新冠疫情中，85%病例出现高传染力的新变种毒株A701V，且仍持续与D614G变种毒株一起蔓延。A701V变种毒株最先出现在拿笃围墙感染群，随后几乎蔓延到所有在半岛和沙巴鉴定的感染群[115]。同时，确诊病例连续16天维持四位数报1247宗，有3名患者病故，以及添4个感染群，其中雪兰莪占461宗或37%[116]。

- 12月31日，2020年最后一天，单日新增确诊病例再创新高2525宗及添5个感染群，雪兰莪病例最高占1205宗或47.4%[117]。同日，前首相马哈迪·莫哈末出席2021年元旦斗争大会后，在记者会上表示，政府应公开采购2019冠状病毒病疫苗的交易程序和细节，因为此事涉及高额的公帑[118][119]。

## 2021年

### 2021年1月
- 1月7日，单日确诊病例首次突破3000大关，报3027宗，累积病例高达12万8456宗，活跃病例有2万5742宗，玻璃市是今日唯一没新增病例的州属[120]。卫生总监诺希山也透过疫情模型预测图推算，若病毒基本传染数值（R0）于3月第三周达1.2，单日新增确诊病例将暴增至8000宗[121]，在同年5月28日的新增確診病例確實達到8290宗。

- 1月10日，相隔3个月后再有第二名内阁部长，即首相署（经济事务）部长慕斯达法·莫哈末证实感染新冠病毒[122]，隔日另一名部长妇女、家庭及社会发展部长丽娜·哈仑也确诊染疫[123]。

- 1月11日，随着疫情恶化，首相慕尤丁宣布从1月13日至26日，5个州属（槟城、雪兰莪、马六甲、柔佛、沙巴）及3个联邦直辖区（吉隆坡、布城及纳闽）重新实施行动管制令（MCO），至于彭亨、霹雳、森美兰、吉打、登嘉楼及吉兰丹实施有条件行管令（CMCO），玻璃市及砂拉越州则维持复苏行管令（RMCO），同时全国一律禁止跨州[124]。慕尤丁提到，目前马来西亚医疗系统承受前所未有的巨大压力，已处于崩溃边缘，15间专治冠病医院的冠病患者病床使用率已超过70%，同时吉隆坡中央医院及马大医疗中心的冠病患者加护病床已爆满，双溪毛糯医院的冠病加护病床使用率也高达83%[125]。

- 1月12日，国家元首苏丹阿都拉颁布紧急状态对抗疫情，从1月12日至8月1日[126]。慕尤丁提到，在紧急状态期间，政府赋予特别权力遏制疫情蔓延，包括征用私人医院资产协助抗疫及加重刑罚对付违反SOP者[127]。另外，内政部长韩沙再努丁确诊染疫[128]。

- 1月14日，单日新增确诊病例再刷新高记录报3337宗，死亡案例也创第二高记录达15人，另添7个感染群，其中雪兰莪州占1036宗或31%[129]。

- 1月16日，一周内第三次刷新高记录，单日确诊病例突破4000大关报4029宗，活跃病例高达3万7126宗，其中205人在加护病房接受治疗，79人需要依靠呼吸辅助器，至今累积病例高达15万5095宗[130]。

- 1月17日，前首相马哈迪·莫哈末接受Astro Awani早晨节目的访问时认为，只有诺希山一个人的努力并不足够，政府需要集合更多专业医生和其他专家的意见，共同抗疫：“诺希山是名好医生，但一个人的意见不够，现阶段我们必须有更多人的看法，要有足够的知识来为解决疫情的努力做出贡献。”[131][132][133]。

- 1月19日，卫生总监诺希山说，在第三波疫情，第4及第5级新冠患者已增至15%，加上第3级患者占，总数约20%。需要加护病房及呼吸辅助器患者人数渐增多，医院只能收治第3至第5级患者[134]。另外，一个月内第4名内阁部长染疫，国家团结部长哈丽玛莫哈末萨蒂证实确诊及在新山治疗及隔离[135]。

- 1月22日，前首相马哈迪·莫哈末在部落格撰文申诉，其家人于近期确诊新冠肺炎，却因病床不足问题，被迫居家隔离，直至病情恶化才被送院[136][137][138]。

- 1月23日，马哈迪证实其家人确诊新冠肺炎后，网络盛传马哈迪因呼吸困难而被送往太子阁医院接受治疗的消息，后马哈迪亲自录视频，力证自己身体无恙[139][140][141]。

- 1月23日，单日新增确诊病例再刷新高记录，报4275宗。[142]

- 1月25日是马来西亚新冠肺炎抗疫一周年，各大媒体回顾了抗疫一周年的点点滴滴。[143][144][145][146]卫生总监诺希山感慨地说：虽然抗疫已经有一年，抗疫成功的终点还是遥不可及。[147][148]

- 1月29日，單日新增確診病例突破5000大關報報5725宗，累積病例也激增至20萬3933宗，雪兰莪占3126宗或54.6%[149]。

- 1月30日，连续2天新增确诊病例刷新高报5728宗，319人在加护病房也创下自爆发疫情以来的最高纪录共319人，同时雪州病例占3285宗或57.3%[150]。

- 1月31日，连续3天超过五千宗新病例报5298宗，雪兰莪依旧最多病例州属占2460宗[151]。 不过，诺希山解释，马来西亚连续3天超过五千宗新增病例，主要是包括2020年确诊病例延误通报全国危机准备及应对中心（CPRC），加上数州属展开大规模职场目标式筛检、密切接触者及高风险群筛检所致。[152]。

### 2021年2月
- 2月4日，单日新增确诊病例报4571宗，另有17名患者病故，当中包括一名4个月大且患有心脏病的大马籍男婴在沙巴斗湖医院病逝，成为国内最年幼病逝患者。同日国防部长依斯迈公布农历新年SOP，拜年及跨州县一律禁止，仅允许居家庆祝及拜祭[153]。

- 2月13日，相隔两周后，单日死亡病例降回个位数，上一次个位数死亡病例是在1月27日报7宗，同时康复人数连续3天多于确诊者，有3515人康复及新增3499宗确诊病例[154]。另外，新增10个感染群，9个涉及职场，另一个涉及高风险群的敦拉萨路感染群源自吉隆坡敦拉萨路一家医药中心，已有26人染疫[155]。

- 2月14日，单日康复人数创新高4525人，累积21万3814人治愈，同时也是自1月11日以来，病例增幅首次少于2500宗[156]。

### 2021年3月
- 3月10日，确诊病例维持在2000宗水平以下，报1448宗，同时康复人数继续超越确诊人数，康复人数累积29万8516人，占总病例的94.0%[157]。

### 2021年4月
- 4月27日至29日，马来西亚的确诊病例回升到了三千宗以上。4月27日增加3142宗，4月28日增加3332宗，4月29日增加3788宗。截止4月30日，总感染人数为40万8713人，总康复人数为38万零442人，总死亡人数为1506人，总康复人数占总病例93.1%，总死亡人数占总病例0.37%。[158][159]

### 2021年5月
- 5月7日和8日，马来西亚的确诊病例回升到四千宗以上。5月7日增加了4498宗，5月8日增加了4519宗。[160][161]截至5月10日，累计确诊病例共444,484宗。总康复人数为405,388宗，占了总病例的91.20%。总死亡人数为1,700人，占了总病例的0.39%。[162]之后的确诊病例徘徊在三千多宗和四千多宗之间。
- 5月10日，前首相马哈迪·莫哈末在面子书针对马来西亚疫情直播时劝请民众，在即将到来的开斋节每个人都要做出一些牺牲，减少聚集和互访，以控制日趋严重的新冠肺炎疫情。他说，马来西亚的新冠肺炎疫情处于严峻局势，发生了一个人导致2000多人感染的事件，其中更有20人死亡：“当我们没有遵守标准作业程序（SOP）时，就会发生这种情况，必须记得一个人就能导致多人感染。”[163][164]。
- 从5月19日至24日，单日新增病例达到了六千宗以上，单日死亡人数也比之前来得高。5月20日的死亡人数为59人，创下最高纪录，5月22日確診總例突破五十萬宗。[165][166]5月24日死亡人数为61人，再次创下新高。[167][168]截至5月24日，累计确诊病例共518,600人，累计活跃病例为60,018宗，死亡人数为2,309宗。[169]
- 5月25日至27日，单日新增病例达到了七千宗以上，5月26日死亡人数为63人，再次创下新高。[170][171][172]
- 5月28日，单日新增病例达到了八千宗以上。[173]
- 5月28日，首相再宣布，基于疫情愈发严峻，马来西亚全国落实全面封锁（total lockdown），性质上类似于2020年3月的第一次行动管制令，从2021年6月1日开始至6月14日。[174][175]
- 5月29日，单日新增病例达到了九千宗以上。5月29日的死亡人数为98人，再次创下新高。[176]
- 截至5月31日，总确诊人数为572,357人，总康复人数为490,038人，总死亡人数为2,796人。[177]

### 2021年6月
- 6月2日，单日死亡病例达到126宗，再次创下单日死亡病例最高纪录。[178][179][180]
- 6月下旬，「白旗活動」，許多家戶因為疫情導致經濟貧困、糧食短缺而高掛白旗等待救濟。[181][182]

### 2021年7月
- 7月13日，单日確診病例达到11,079宗，為馬來西亞首日確診破萬病例[183]。7月15日再突破至13,215宗[184]。

- 7月25日，单日確診病例達到新高17,045宗，總確診病例突破百萬數。[185]
- 7月29日，前首相马哈迪·莫哈末在脸书贴文提出2项减少每日万多宗新增病例的方案，一是建议政府兴建临时隔离大楼或接管私人礼堂来安顿确诊病患，二是增加流动接种中心上门接种，加速冠病疫苗的接种。他说，虽然每天新增病例数以万计，但应尽可能让患者住院，以便获得更好的照顾[186]。
- 7月31日，約400至2000人在吉隆坡發生鬥爭和平集會，以反慕尤丁內閣抗疫不力和慕尤丁辭職為目標。

### 2021年8月
- 8月4日，单日确诊人数达到新高19,819宗。[187]
- 8月5日，单日确诊人数达到新高20,596宗，同時累計死亡病例超過10,000宗。[188]

### 2021年9月
- 9月14日，馬來西亞總確診例破200萬。
- 9月下半疫情逐漸降低。

## 2022年

### 2月
- 12日，總確診病例超過3,000,000。
- 16日，每日病例達到新高27,734宗。
- 23日，每日病例首次超過3萬例，達到新高31,199宗。

## 2023年
- 3月11日，官方網站改為每週更新一次全國病例數，包括確診例、死亡例及康復例。
- 截至2023年11月26日至12月2日（即第48個流行病學周），馬來西亞共新增6796起確診病例。[189]
- 12月18日，由於馬來西亞多地的新冠肺炎確診案例逐漸再次升溫，馬來西亞衛生部表示不會採取行動管制措施。而是採取自我隔離5天和防疫10天的方式。[190]

## 外部連結
- 新型冠状病毒（2019-nCoV）（页面存档备份，存于） - 馬來西亞衛生部